# 久留米やきとり

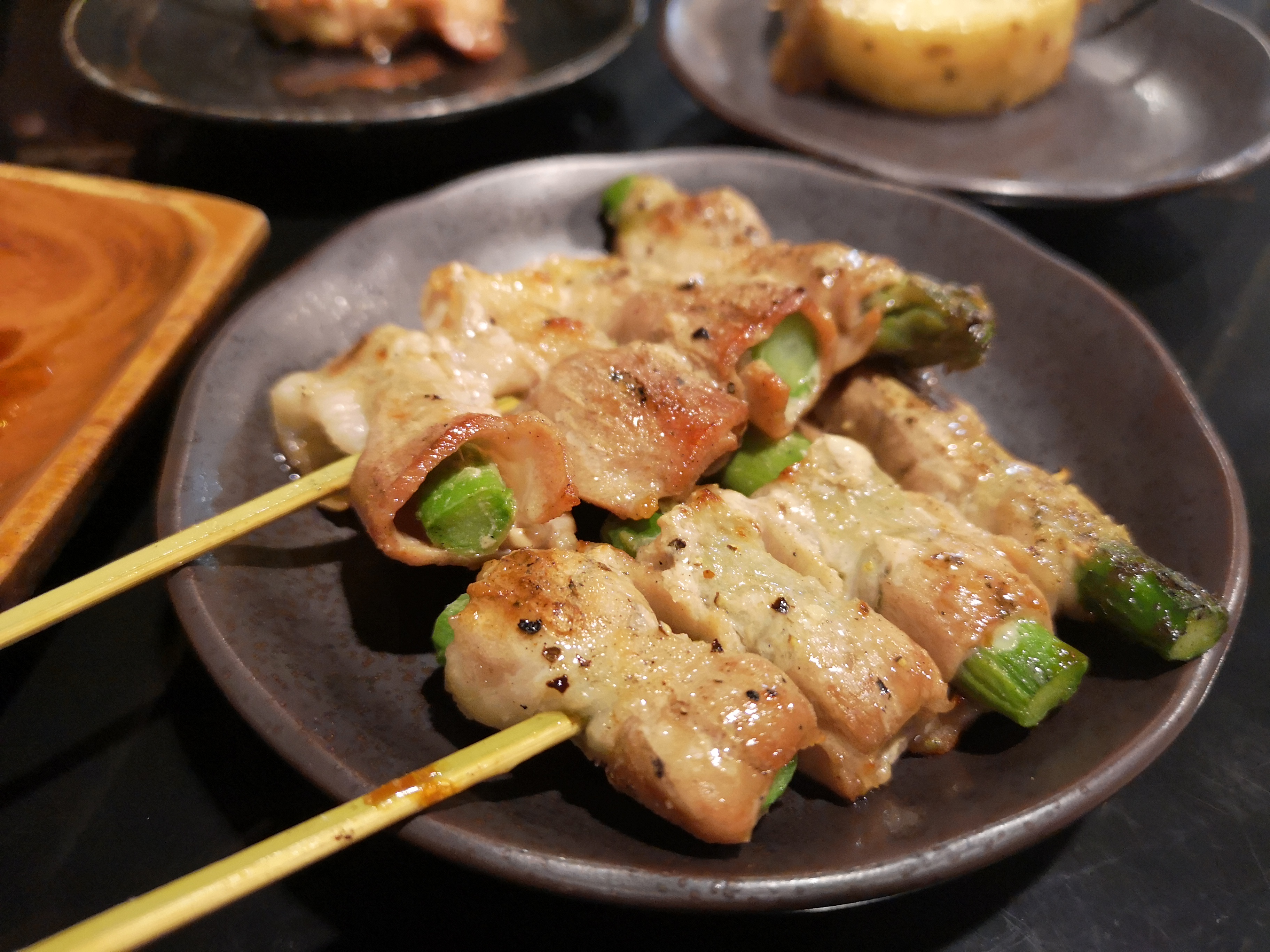
巻物串の一例

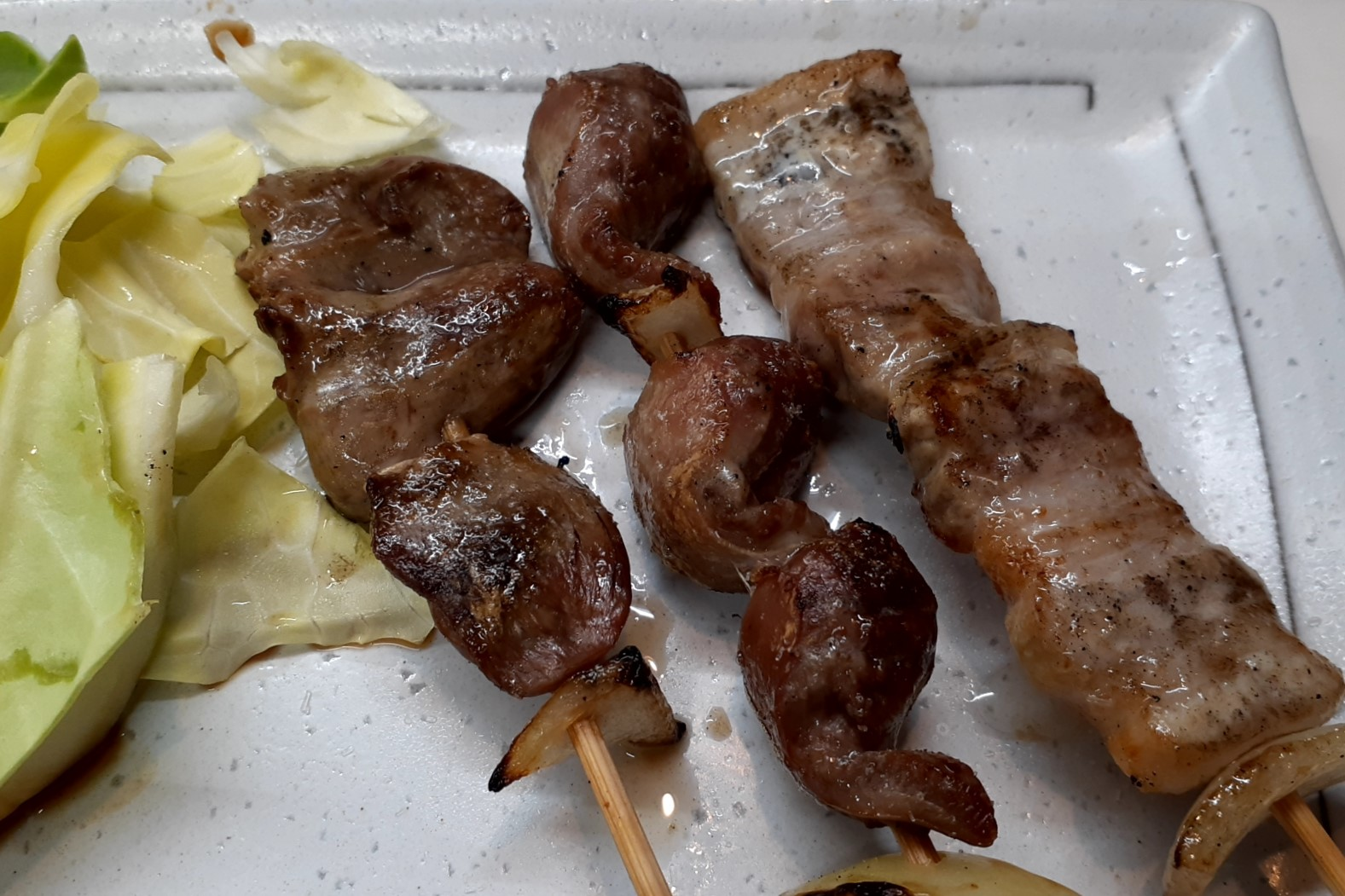
久留米やきとり（右から「砂ズリ」・「ヘルツ」・「豚バラ」）

久留米やきとりは、福岡県久留米市の郷土料理である串焼き料理。焼き鳥の一種であるが、食材は鶏肉に限定されず、串に刺して焼いたものすべてを久留米市では「久留米やきとり」と称する。
久留米ラーメンと並ぶご当地B級グルメとして知られる。
「久留米焼きとり日本一フェスタ」が開催されており、久留米市は「全国七大やきとりの街」と称される。

## 概要

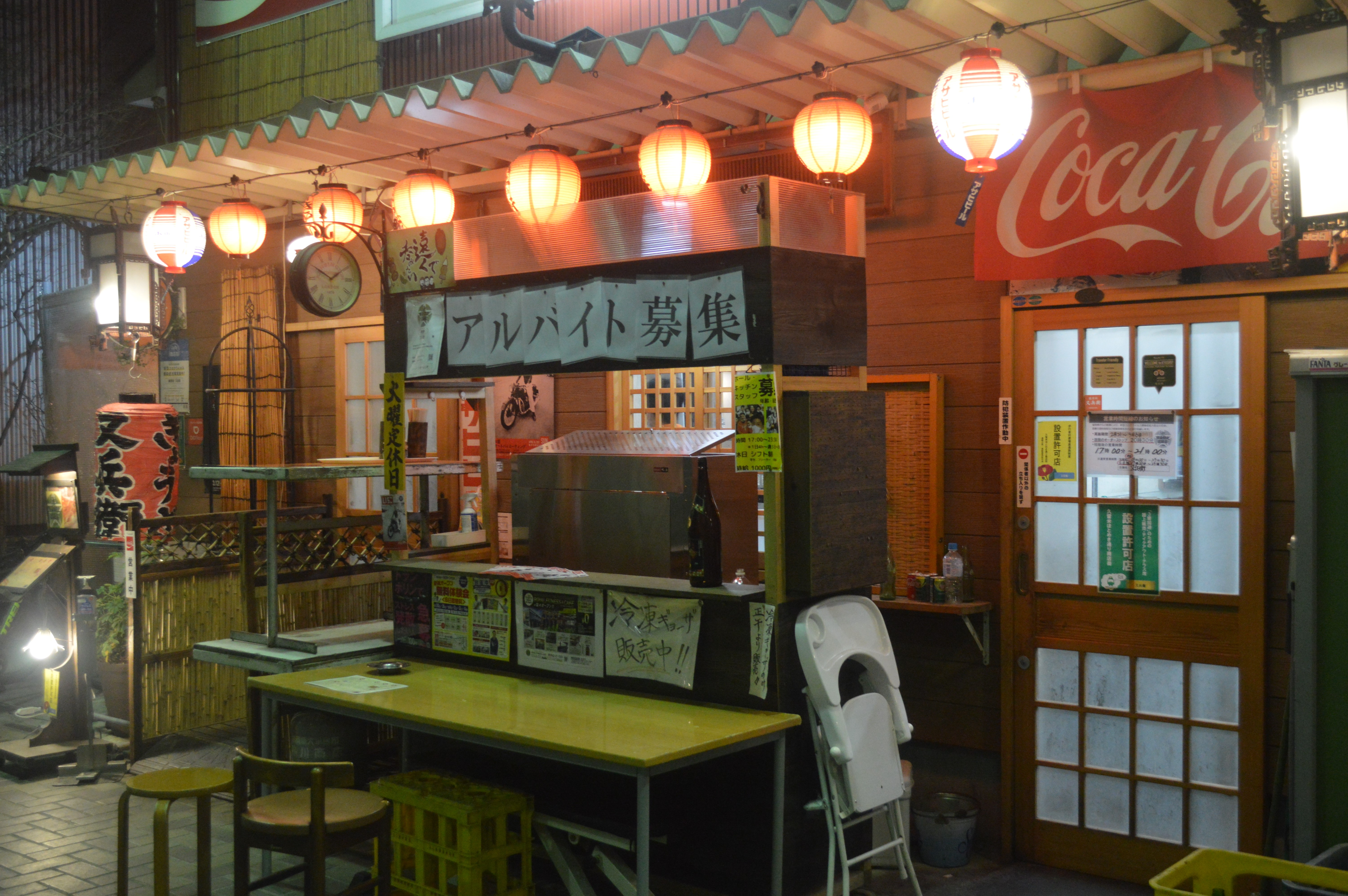
久留米やきとり店「又兵衛」

久留米市は2022年（令和4年）3月5日時点で141店舗が電話帳に記載されるなど焼き鳥店が多くあり、久留米やきとりは、「久留米ラーメン」「筑後（ちっご）うどん」と並ぶ久留米3大B級グルメの1つとして有名である。福岡県では、「焼き鳥」といいながら豚バラがもっとも好まれる傾向にあり、久留米では鳥皮や砂ズリなど鶏モツ系以外に「ダルム」と呼ばれる豚の白モツも好まれる。
なかでも「センポコ」と呼ばれる、牛や馬の大動脈を用いた堅いイカのような食感がある焼きとりがあることは、久留米やきとりの特徴となっている。 
「ダルム」「センポコ」はいずれも医学用語で、久留米ならではの商品名である。とくに「ダルム」は福岡県内でも瀬高から南には無く、福岡市にも少なく、北九州市には比較的ある。

## 歴史

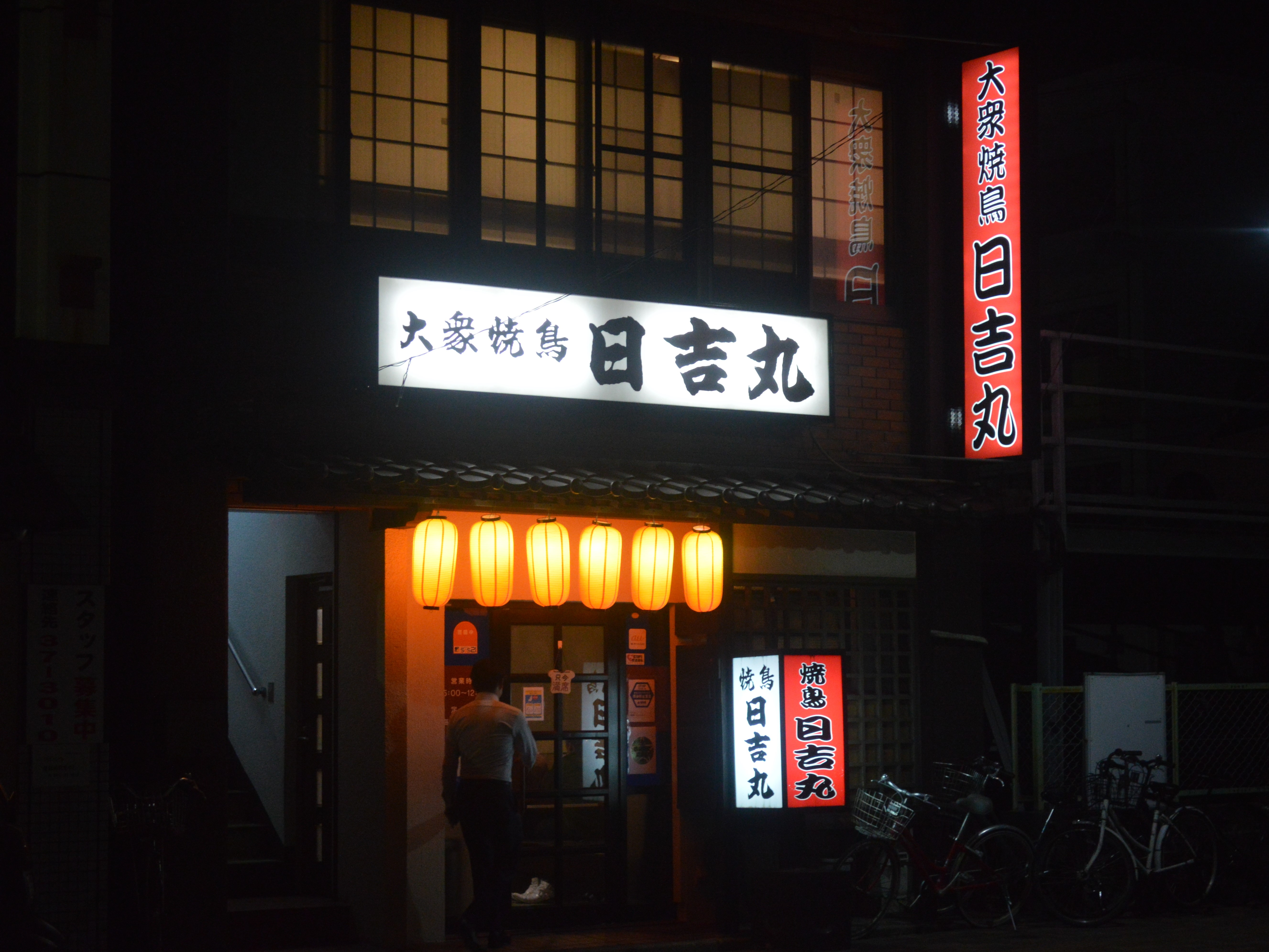
久留米やきとり店「大衆焼鳥 日吉丸」 (2022年)

久留米やきとりは、昭和30年代（1955年～1964年）の屋台での提供が発祥とされる。焼き鳥と称しつつ鶏肉のメニューは少なく、豚など獣類の腸（ダルム）や豚バラ肉が主体であった。『久留米市史』によれば、久留米市は昭和30年代後半から40年代にかけての高度成長期に市として発展し、久留米には食肉卸業者が多くあったため、内臓などの余った部位や馬肉等を入手しやすい背景があったことから、やきとり文化が生まれた。廉価で手軽なことから、医学生や、ゴム加工工場の従業員らに人気を博した。「安くて栄養価が高く、早くてうまい」焼きとりは、労働者層の口にあっただけでなく、工場を退職した労働者が真似して開業することも容易な職業であったことが、久留米でやきとりの店舗数が増加した要因であったともみられている。その後、屋台は定置型の店舗へと発展し現在に至ったものと推測されている。俗に「焼き鳥ロード」と呼ばれる焼き鳥店の密集した通りが久留米にはあるという。2000年代以降、焼きとり専門店として残る最古の店は、1963年（昭和38年）に屋台で開業した店舗で、その当時10軒ほどの屋台が焼きとりを提供していた。
2003年（平成15年）1月、久留米市には日本有数の焼き鳥店舗密度があり、人口1万人あたりの焼きとり店の数がこの時点で7.46軒と日本で最多であったことから、久留米焼き鳥学会が発足された。学会では、市場アンケートをもとに「安い」「種類が豊富」「ネタが大きい」を久留米の焼き鳥三箇条と定め、久留米焼き鳥についてあらゆる角度から研究するとともに、焼き鳥を通じたネットワークの拡散により町の活性化を図った。
同年6月14日、市民団体「カルチャッチくるめ」こと久留米市ふるさと文化創生市民協会は、シンポジウムを開催し、「久留米焼き鳥日本一宣言！」を行った。シンポジウムでは、今治市を日本三大焼き鳥の街とした仕掛け人・土井中照が基調講演を行い、久留米焼き鳥学会広報部長のほか、久留米ラーメンルネッサンス委員会企画会議課長、久留米市出身のフードライターらパネリストとの討論した。100人以上の市民が聴講、複数のマスコミが報道したことで、久留米市焼きとりによるまちづくりの雰囲気が高まりを見せる。9月には「久留米焼きとり日本一フェスタ」を六角堂広場で2日間開催、主催者・出店者の予測を大きく上回る25,000人の来場者を集めた。
「久留米焼きとり日本一フェスタ」は、その後2019年まで毎年秋に開催されたが、2020年・2021年は新型コロナウイルス感染症の影響で中止され、2022年に再開された

## 特徴
久留米やきとりは、メニューの豊富さに最大の特徴があり、たとえ馬肉のアヒージョであっても串に刺してしまえばすべて「焼き鳥」と称する。なかでも、あらゆる具材をベーコンで巻く「巻物串」は1979年（昭和54年）久留米発祥とされ、最初に考案したのは「焼とり鉄砲本店」の創業者・木下敏光であるとされる。関西圏のホテルで修業した料理人であった木下は、当時高級食材であったアスパラガスを豚バラ肉で巻く巻物串を考案し、廉価で手軽な焼き鳥を老若男女に幅広く好まれる食材の組み合わせを独自に研究したことが始まりであったという。
また、やきとりの種類を一部、ドイツ語に由来する「ダルム（小腸）」「ハルツ（心臓）」「せんぽこ（動脈）」「タング（舌）」などの名称で通しているのも久留米焼きとりの特徴である。これは、九州医学専門学校（現・久留米大学）の医学生がドイツ語で注文したことがきっかけという。
『現代用語の基礎知識2007』では、久留米やきとりの特徴を「店ではまず酢ダレのかかったキャベツが出る。基本は塩焼きで、肉の間に玉ねぎが挟まれている。豚、牛、鶏が混在したスタイルで、創作巻物も豊富。珍しいメニューに「ダルム」（主に豚の小腸）やセンポコ（主に牛の大動脈）など。」と紹介している。
久留米やきとりの店では、入店するとキャベツが無料で提供され、これはお代わり自由とされている。焼きとりにキャベツが必ず付くのも久留米やきとりの特徴であり、他例は少ないという。

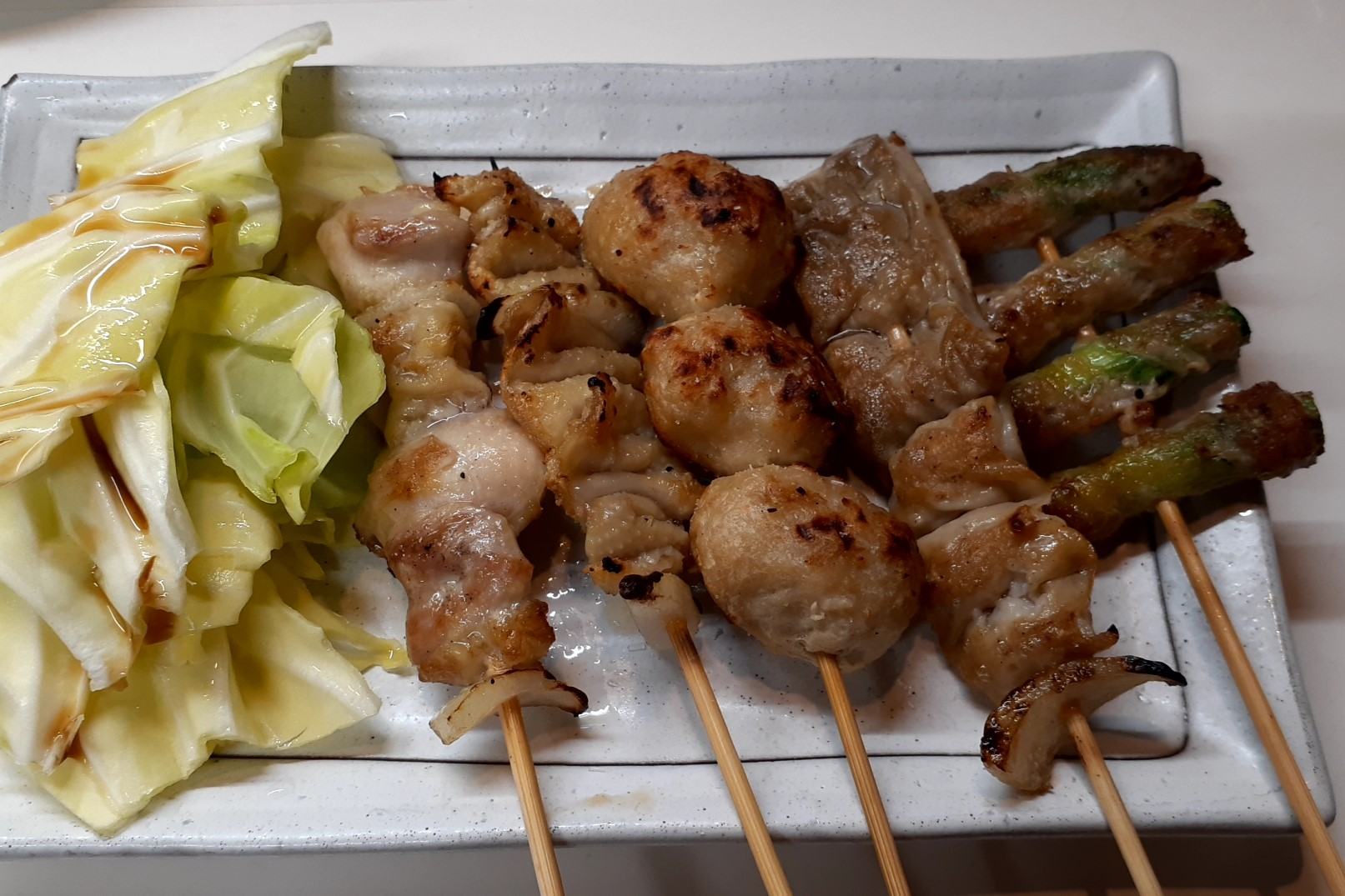
キャベツが添えられた久留米やきとり
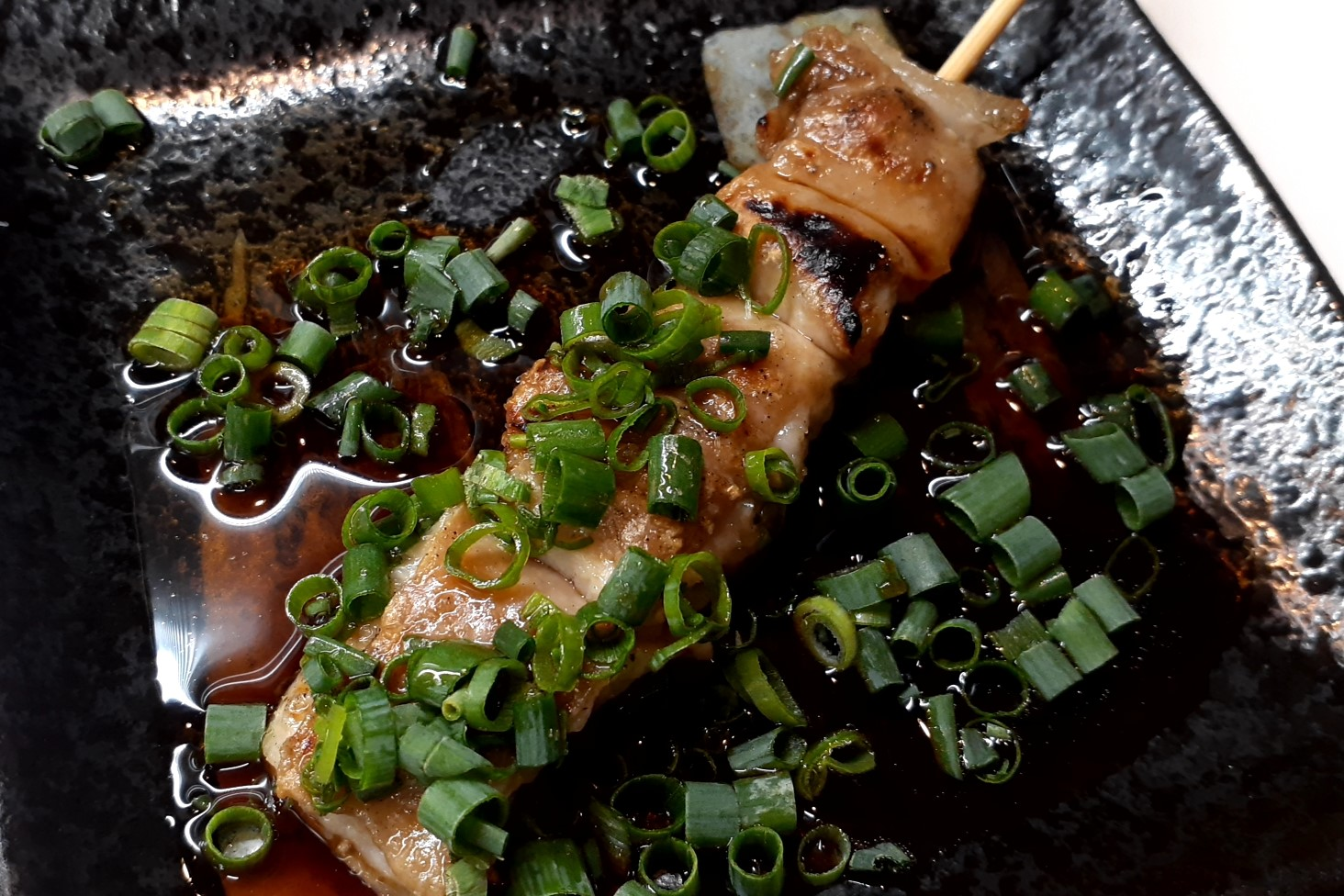
ネギダルム（「又兵衛」提供）
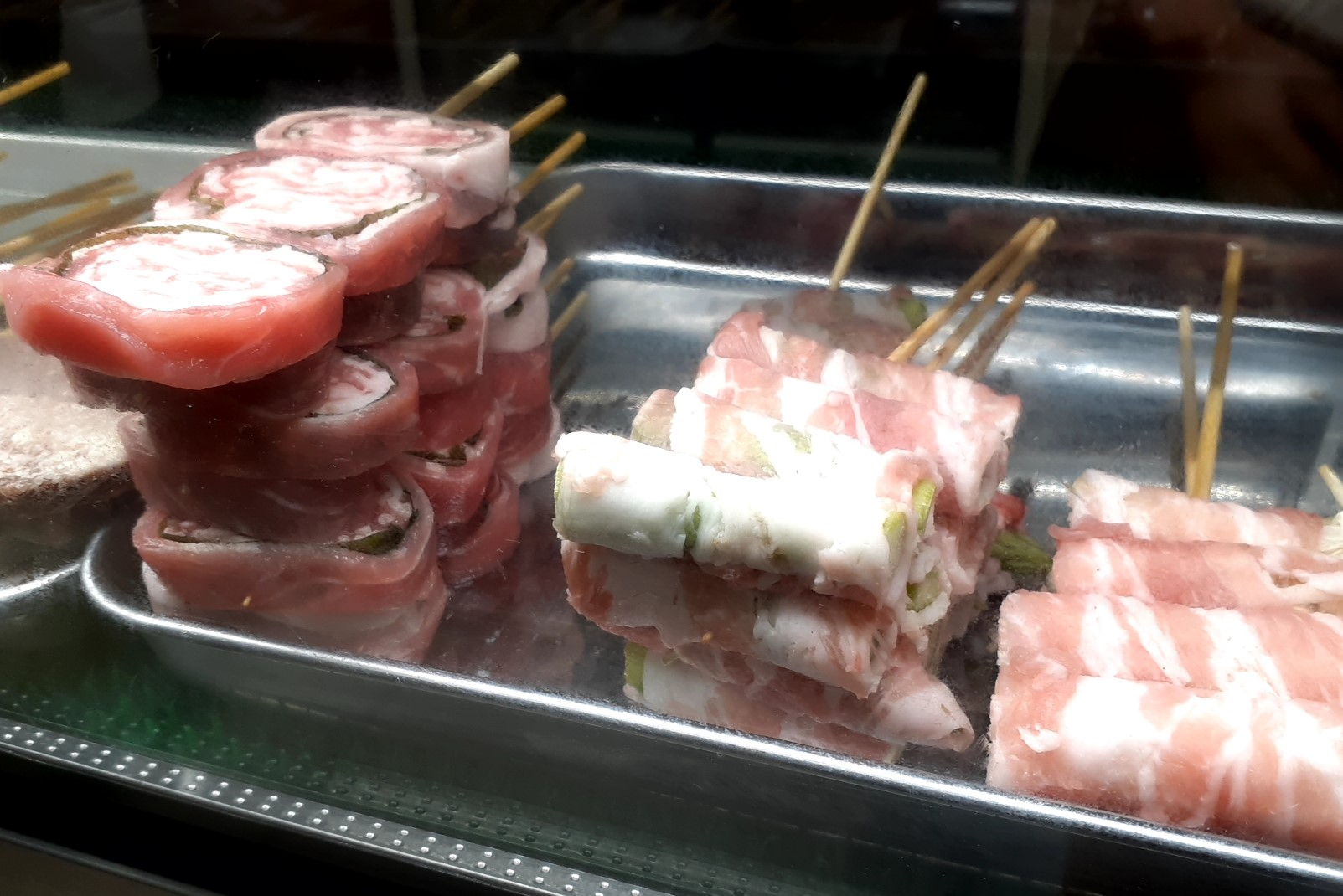
仕込みの一例
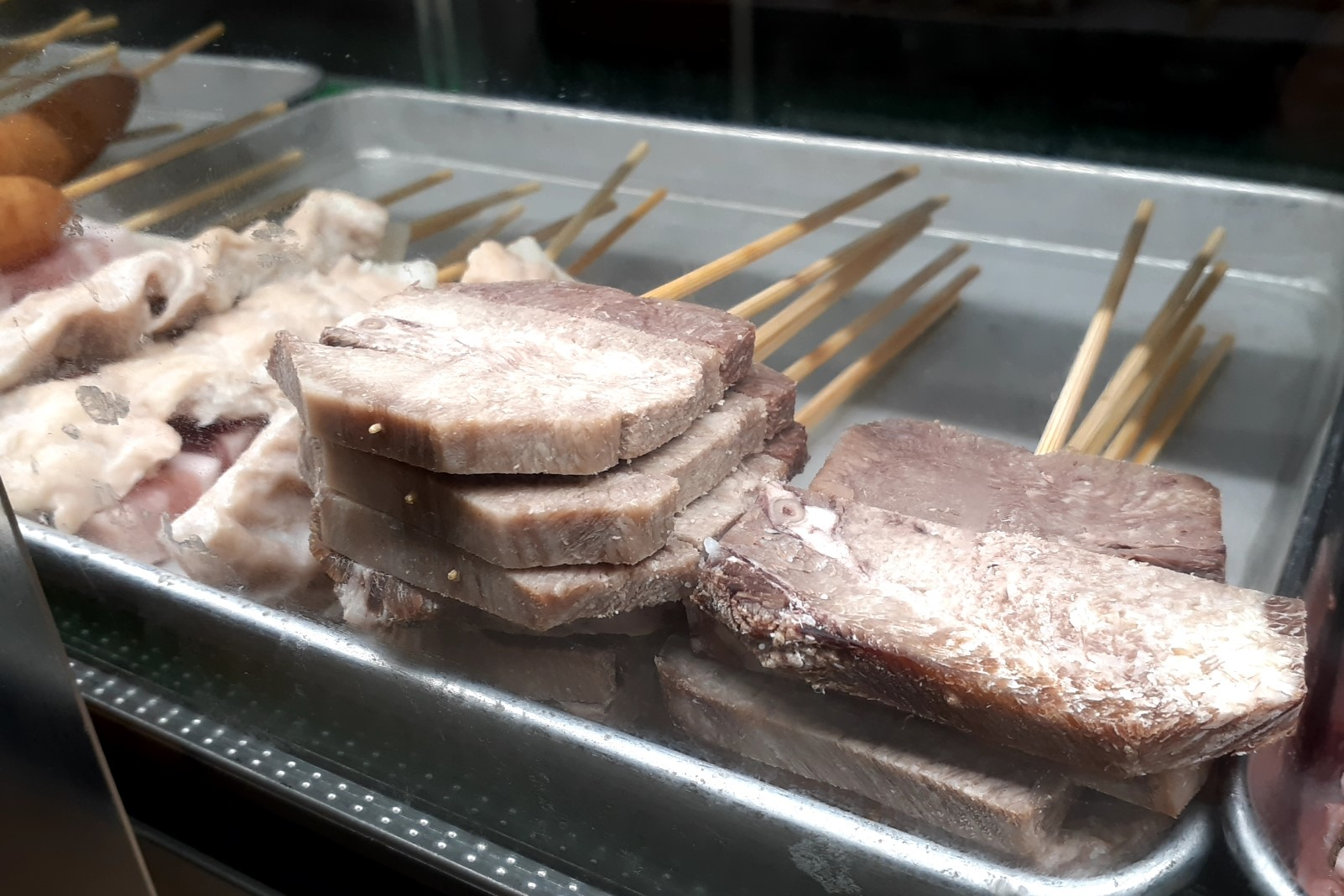
仕込みの一例

## 派生商品

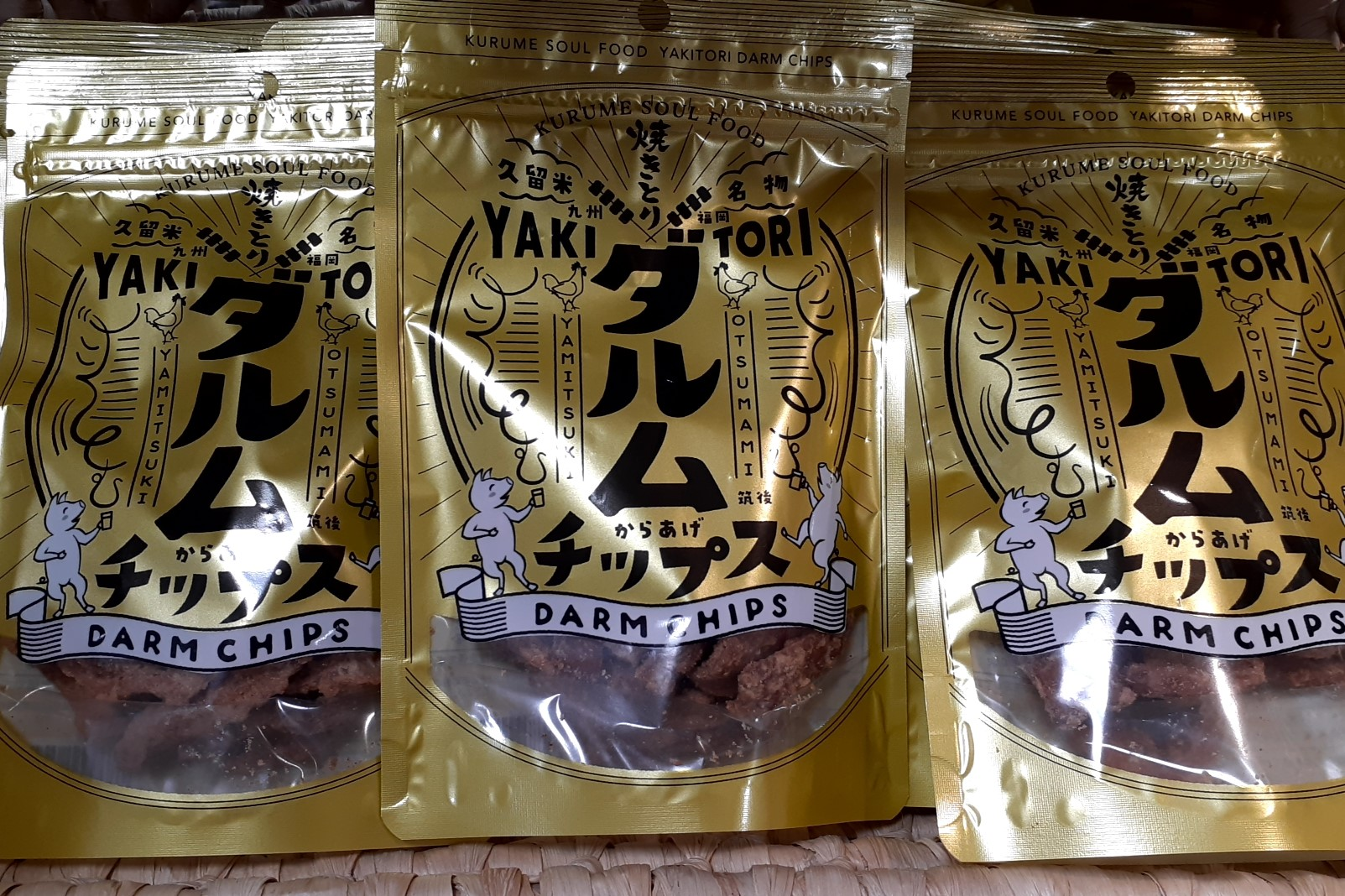
ダルム・チップス

焼き鳥Boogie（ブギ）
2003年（平成15年）6月14日のシンポジウムで披露された久留米やきとりテーマソング。作詞・作曲は地元在住のライブ・ミュージシャン、夕暮算大（ゆうぐれ さんた）。歌詞には「豚バラ」「ダルム」「サガリ」など久留米やきとりの人気のネタ9種のほか、「あけぼの（あけぼの商店街）」、「六角堂」、「高良神社」など久留米市の名所が登場する。他4曲とともにCDに収録、販売された。
ダルムチップス
2020年以降の「久留米焼きとり日本一フェスタ」の中断を受け、これに替わる情報発信の手段として考案された焼きとりの土産物。久留米焼きとりの特徴のひとつであるダルムを油で揚げたしょうゆ味のチップスで、2021年（令和3年）12月に発売開始した。